# القدرة على الطيران
فلايابيلي هي جمعية خيرية مقرها المملكة المتحدة تعمل على مساعدة الأشخاص ذوي الإعاقة في الطيران باستخدام الطائرات الشراعية المعلقة والمظلات الهوائية. وهي مبادرة تُعنى بالإعاقة تابعة لرابطة الطيران الشراعي المعلق والمظلات الهوائية البريطانية، وهي الهيئة التنظيمية لهذا النوع من الطيران في المملكة المتحدة.
من المدارس التي لها صلات وثيقة مع فلايابيلي: إيروايز إيرسبورتس، إسكيب إكس سي، و فلايينغ فرنزي.

## التاريخ
تم تسجيل فلايابيلي في 13 تشرين الثاني 1996 على يد ستيف فاردن، وجون كروسبي، وباميلا هيوز، ومارك هاستينغز. جاء ذلك بعد فترة مكثفة من التنظيم وجمع التبرعات ضمن مجتمع الطيران الشراعي والمظلي.
تعمل فلايابيلي بشكل وثيق مع الجمعية البريطانية للطيران لذوي الإعاقة (المعروفة حالياً باسم أيروبابيلي). كما أن فلايابيلي هي واحدة من الجمعيات الخيرية المختارة من قبل منظمة أكسس أنليميتد. وقد مكّنت التبرعات السخية من فعالية ليكس تشاريتي كلاسيك فلايابيلي من التوسع لتقديم منح دراسية للطيارين، مع استمرار الدعم المالي على مر السنوات.

## أنشطة فلايابيلي

### إعارة المعدات
تقوم فلايابيلي بإعارة معدات متخصصة إلى مدارس رابطة الطيران الشراعي البريطانية لتدريب الأشخاص ذوي الإعاقة. تشمل هذه المعدات مجموعة من العربات الخاصة بالطيران المظلي، منها فلايتشير، وسوانتون، وكرسي شيفرون الطائر، وساندرسون. شاركت فلايابيلي في تشجيع تطوير بعض هذه العربات، وقد قامت بإهداء بعض عرباتها القديمة إلى منظمات طيران لذوي الإعاقة في دول أخرى. وقد وصلت إحدى عربات ساندرسون حتى نيوزيلندا حيث تُستخدم من قبل منظمتي مايكينغ تراكس وإنفينيتي باراغلايدينغ.
المنح الدراسية للطيارين
تقدم فلايابيلي منحاً دراسية لرحلات الطيران المزدوج ولتدريب الطيارين في المستويين الابتدائي والنادي.
الفعاليات
تشارك فلايابيلي في عدد من فعاليات الطيران في أنحاء المملكة المتحدة. من الفعاليات الأخيرة التي شاركت فيها: معرض فارنبورو 2016 ومعرض فلاير لايف 2016 ضمن جناح أيروبابيلي. كما حضرت فلايابيلي واستفادت من فعالية ريتشارد ويستغيت التذكارية للطيران سنة 2013.
نظمت فلايابيلي وأيروبابيلي فعالية مشتركة بعنوان "جرّب كل شيء!" في حزيران 2016، قدمت خلالها رحلات للأشخاص ذوي الإعاقة باستخدام الطائرات الشراعية المعلقة، والطائرات الخفيفة، والطائرات الشراعية البهلوانية، والطائرات ذات المحركات.

## الإعلام
تحظى فلايابيلي وأنشطتها بتغطية متكررة في الصحافة الوطنية والمحلية والمتخصصة.

## الصحافة الوطنية
هيئة الإذاعة البريطانية – تعاونت فلايابيلي مع إيروايز إيرسبورتس لإصعاد المقدمين مايك بوشيل وتوني غاريت في طائرة شراعية مزدوجة لإظهار مدى سهولة الوصول إلى هذه الرياضة.
الغارديان – تم الإشارة إلى فلايابيلي ضمن مقال تعريفي برياضة الطيران المظلي.

## الصحافة المحلية
تدرب طياران من غيرنزي على الطيران بالمظلات في دورست مع مدرسة فلايينغ فرنزي، بدعم من فلايابيلي باستخدام عربتي ساندرسون وفلايتشير.

## الصحافة المتخصصة
عدد كانون الثاني 2006 من مجلة سكاي وينغز – أول رحلة منفردة.
عدد كانون الأول 2016 من مجلة سكاي وينغز – معسكر تدريب على العربات.
دليل التدريب الابتدائي للطيارين الصادر عن رابطة الطيران الشراعي البريطانية.
تقرير في مجلة جمعية التصلب المتعدد عن يوم للرحلات المزدوجة للأشخاص المصابين بالتصلب المتعدد.

## روابط خارجية
- موقع Flyability نسخة محفوظة 2017-05-12 على موقع واي باك مشين.
- صفحة فلايبيليتي على اليوتيوب
- صفحة فلايبيليتي على الفيسبوك